# ファイトアレキシン

カプシジオールは病原菌の攻撃に応答してある種の植物が産生するファイトアレキシンである。

ファイトアレキシン（phytoalexin）は、植物が生物ストレスおよび非生物ストレスに応答して新規に合成する、抗菌性の二次代謝産物の総称である。非宿主抵抗性の一環として機能し、広範囲の病原に対して有効であり、植物種ごとに様々な種類の化合物が存在する。テルペノイド、グリコステロイドおよびアルカロイド等を指すことが多いが、これらに限らず植物の抵抗性反応に関わるファイトケミカル全般をファイトアレキシンと呼ぶことが多い。ファイトアレキシンの合成には、きっかけとして微生物やそれらが作り出す化合物、紫外線などのエリシターが必要であり、通常の生育条件にある健康な植物体では合成されない。これに対して、通常条件下でも常に植物が合成し保持している抗菌性の化合物をファイトアンティシピンと呼ぶ（例: トウモロコシにおけるDIMBOA等）。ある植物種におけるファイトアレキシンが、別の植物種ではファイトアンティシピンであることもある。

## 機能
植物によって生産されたファイトアレキシンは、侵入してきた病原に対して、細胞壁に穴を開ける、成熟を遅らせる、代謝や増殖を阻害するといった機能を持つ。
病原や病原の侵入によって障害を受けた細胞に由来する低分子を認識した植物細胞は、2通りの抵抗性反応を示す。ひとつは病原の種類によらず短い期間に起こる反応であり、もうひとつはやや遅れて始まりより長期に渡って起こる、病原の種類に特異的な反応である。
早い応答として、超酸化物や過酸化水素等の活性酸素を生産したり、感染された細胞周辺でアポトーシス（プログラム細胞死の一形態）を起こして病原の感染拡大を防ぐというものがある。
長期の応答（全身獲得抵抗性、SAR）には、ジャスモン酸やエチレン、アブシジン酸、サリチル酸などの植物ホルモンが関与する。それらのシグナルを受容した細胞は、病原の更なる侵入を防ぐための遺伝子を誘導するが、ファイトアレキシンを合成する酵素もその一つである。しばしば、ジャスモン酸やエチレン（いずれも気体になるホルモンである）が傷ついた細胞から放出され、周辺の植物がそのシグナルを受けて同様にファイトアレキシンの合成を行う。

## 人に対する効果
ファイトアレキシンの中には、人の身体に良いとされ注目されているものもある。ブドウ、ブルベリー、クランベリー等のベリー類やワインに含まれ、抗がん性やアンチエイジングの効果があるとされるレスベラトロールはその一例である。
一方で、逆に人体にラテックスアレルギーや一部の食品アレルギーを起こす物質も、ファイトアレキシンであることが知られている。